# Hoćevina
Hoćevina este un sat din comuna Pljevlja, Muntenegru. Conform datelor de la recensământul din 2003, localitatea are 167 de locuitori (la recensământul din 1991 erau 181 de locuitori).

## Demografie
În satul Hoćevina locuiesc 144 de persoane adulte, iar vârsta medie a populației este de 47,3 de ani (43,7 la bărbați și 51,0 la femei). În localitate sunt 55 de gospodării, iar numărul mediu de membri în gospodărie este de 3,04.
Această localitate este populată majoritar de sârbi (conform recensământului din 2003).
|  |

| Demografie | Demografie | Demografie |
| An         | Locuitori  | Locuitori  |
| ---------- | ---------- | ---------- |
|            |            |            |
|            |            |            |
|            |            |            |
|            |            |            |
| 1948       | 365        |            |
| 1953       | 421        |            |
| 1961       | 434        |            |
| 1971       | 352        |            |
| 1981       | 295        |            |
| 1991       | 181        | 181        |
| 2003       | 167        | 167        |

| \| Componența etnică conform recensământului din 2003[2] \| Componența etnică conform recensământului din 2003[2] \| Componența etnică conform recensământului din 2003[2] \| Componența etnică conform recensământului din 2003[2] \| Componența etnică conform recensământului din 2003[2] \| \| ----------------------------------------------------- \| ----------------------------------------------------- \| ----------------------------------------------------- \| ----------------------------------------------------- \| ----------------------------------------------------- \| \| \| \| \| \| \| \| Sârbi \| Sârbi \| \| 148 \| 88,62% \| \| Muntenegreni \| Muntenegreni \| \| 13 \| 7,78% \| \| necunoscută \| necunoscută \| \| 0 \| 0% \| |              |  |     |        |
| Componența etnică conform recensământului din 2003 |              |  |     |        |
| |              |  |     |        |
| Sârbi | Sârbi        |  | 148 | 88,62% |
| Muntenegreni | Muntenegreni |  | 13  | 7,78%  |
| necunoscută | necunoscută  |  | 0   | 0%     |